# Galerie U Plazíka
Galerie U Plazíka je jedna ze dvou peruckých galerií, malá soukromá nekomerční galerie provozovaná Miroslavem Blažkem v jeho domě, kde probíhají výstavy zejména amatérských fotografií, ale také různých historických sbírek apod. Galerie byla slavnostně otevřena 23. června 2007. V galerii probíhají zhruba čtyři výstavy ročně, na které se neplatí vstupné a otevřeno je o víkendech a svátcích od 10 do 17 hodin nebo po telefonické nebo mailové domluvě.

## Výstavy
Mezi dosud nejnavštěvovanější výstavy patří zahajovací výstava fotografií z Francie samotného provozovatele galerie Miroslava Blažka, výstavy Petry Kučerové a Marty Černické a výstava tří peruckých fotografů. Z dokumentačních výstav byla nejnavštěvovanější výstava ke stému výročí narození Františka Fajtla a z ostatních výstav pak sbírka lounských milovníků železnice. Nejčastěji se konají v galerii výstavy fotografií, galerie je ale otevřená všem tvůrčím lidem.

### 2007

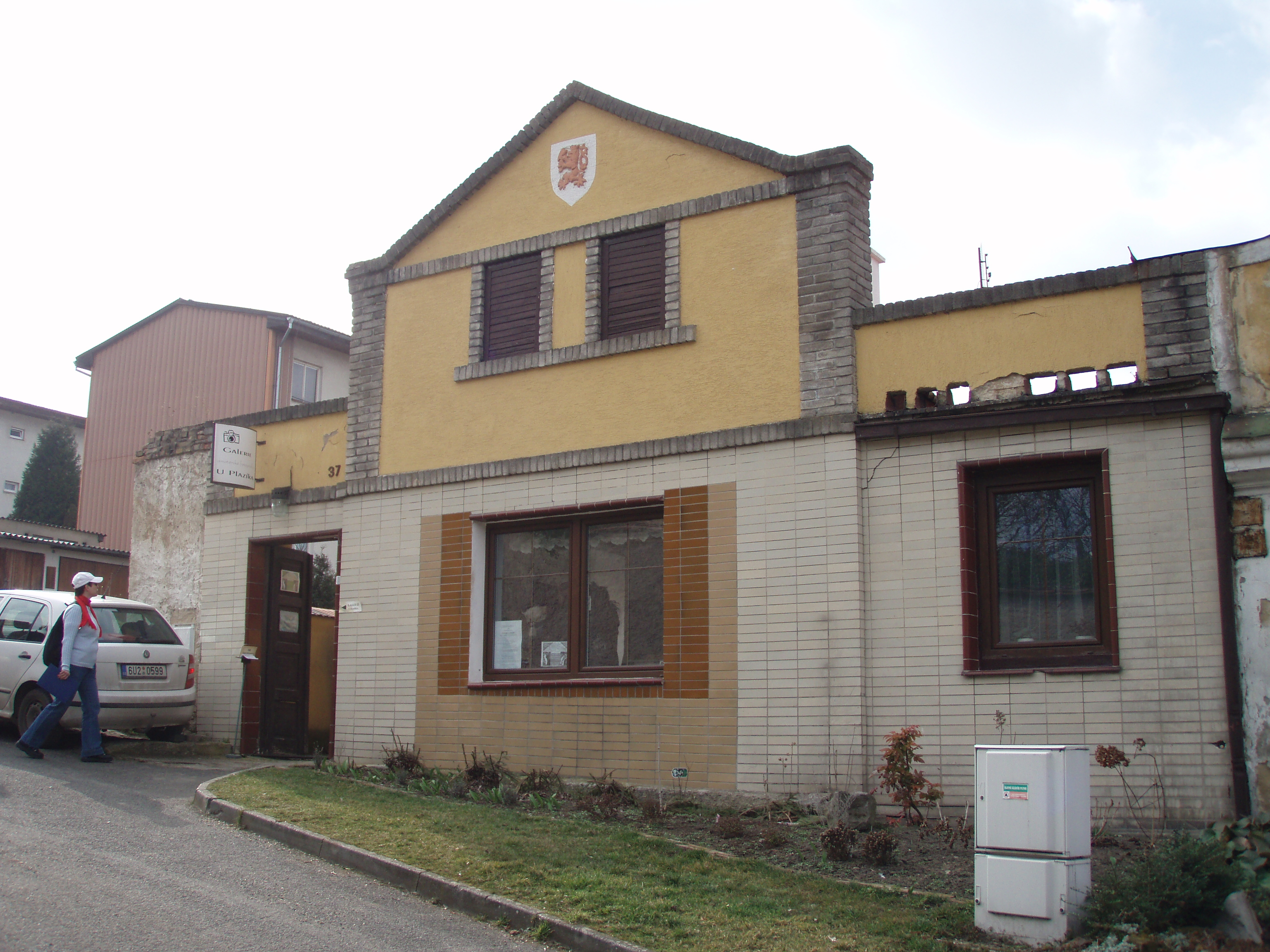
Průčelí galerie se vchodem

Galerie byla slavnostně otevřena 23. června 2007 za přítomnosti místostarostky Peruce a akademického sochaře Tomáše Polcara, který pronesl slavnostní řeč. Dále zahráli několik jazzových skladeb kytarista Jan Stehlík a saxofonista Pavel Dvořák a na závěr zahrál několik písní na kytaru také sám majitel a první vystavovatel. Výstava Zámky na Loiře – 12 hodin v Paříži byla přístupná až do konce srpna.
Na další výstavě v září a říjnu představil své fotografie české krajiny, přírody a makro snímky mladý fotograf Jan Kortán z Jerusalema u Příbrami.

### 2008
Jako první výstava roku 2008 byla výstava Stále ještě PRVOTINY tří mladých lounských fotografů, Martina Woity Vojtěcha, Markéty Náhlovské a Niny Horové, která probíhala od 22. března do 4. května. Hudební doprovod vernisáže zajistilo kytarové duo Brabec & Stehlík. Na druhé výstavě se představil v květnu a červnu Petr Žižák s výstavou FEMINA. O prázdniny zaplnil galerii Výběr z tvorby sokolovsko-peruckého fotografa Ludvíka Erdmanna, zahájený vernisáží 29. června a probíhající souběžně s výstavou v druhé perucké galerii U Kozorožce stejného autora. Jako poslední vystavoval v září a říjnu majitel galerie malým výběrem své tvorby k jeho 60. narozeninám.

### 2009
V sobotu 14. března začala první výstava roku 2009 s tématem Mobilizace 1938 s fotografiemi zapůjčenými ze soukromých archivů fanoušků vojenské historie. Fotografie byly rozděleny na tři tematické části: Výcvik – výcvik armády ve třicátých letech, Mobilizace – plnění mobilizační vyhlášky a Opevnění – představení typů pevností budované obranné linie. Tyto tři části doplnily některé fotografie zachycující současný stav opevnění na Lounsku. Výstava zprostředkovávala uspokojení a nadšení tehdejších obyvatel a záložníků při vyhlášení mobilizace a jejich obranné prostředky, skončila 10. května. V květnu a červnu 2009 představila studentka maturitního ročníku Střední uměleckoprůmyslové školy sklářské v Kamenickém Šenově , Martina Doležalová z Loun. V perucké galerii předvedla převážně kresby ženských postav a studie lidského těla uhlem. Od konce června do 30. srpna probíhala výstava starých fotografií Peruce a okolních obcí ze sbírky Miroslava Aulického z Radonic. Výstavu zahájil spolu s majitelem ještě Jiří Menoušek, spoluautor knihy o starých pohlednicích Lounska. Závěrečná výstava sezony představila Petra Srkala v jeho představách o lidském těle na výstavě "Jak to vidím já".

### 2010
První výstavou sezóny byla výstava fotografií ze Skotska s názvem Scotland. Autory výstavy byli Nina Horová, ekonomka a fotografka z Kladna, a Zdeněk Andrle, lihovarník, grafik a fotograf ze Zvoleněvsi. Výstava začala v sobotu 13. března a trvala do 25. dubna. Následovala výstava erotických koláží Pavla Vejražky, majitele lounského antikvariátu, výtvarníka a majitele Galerie Emila Juliše v Černčicích, která začala vernisáží 1. května. 10. července se konala třetí vernisáž tohoto roku, k výstavě dokumentárních fotografií Jana Zerzána z válečného Balkánu roku 1992. Při vernisáži autor mj. předvedl měchýřový fotoaparát z 30. let, kterým fotografie pořizoval. Výstava trvala do 29. srpna. Poslední výstavou roku byla do konce října probíhající výstava Best of Petul talentované amatérské fotografky Petry Kučerové z Chomutova, která fotí především přírodu.

### 2011
První výstavou sezóny byla od 26. března do 8. května výstava fotografií afrických dětí z umělecké komunity v Zimbabwe autorky Marie Imbrové z Černochova. Ta působila v Harare v Zimbabwe v diplomatických službách a seznámila se s místní uměleckou komunitou v Tengenenge. Tam se neustále vrací pomáhat se vzděláním dětí a v Česku založila Klub přátel Tengenenge. 14. května následovala výstava Petra „Žížy“ Žižáka analogových uměleckých fotografií žen, dívek a slečen a jejich krásy. Předtím byla k vidění v trochu menším rozsahu také ve Vrchlického divadle v Lounech, kde vyvolala některé nesouhlasné reakce kvůli odvážnosti některých fotografií. Autor se do galerie vrátil po třech letech. Výstava skončila 18. června. Od 2. července do 28. srpna probíhala výstava Od flejků k lebce regionálního autora Ilji Pospíšila ze Židovic, jehož je fotografie jen okrajovým žánrem – více se věnuje kresbě, grafice a sochařství. Autor na fotografiích představil svoje dva projekty – Úhly (Angles) dokumentující svět kolem v nezvyklých úhlech a Paintballovka (The Paintball Rifle), fotografie starého kravína posetého paintballovými barevnými výstřely. Sezónu uzavřela výstava lovosického fotografa Pavla Mega o mořském pobřeží Kanárských ostrovů a Itálie, která probíhala od 3. září do 30. října.

### 2012

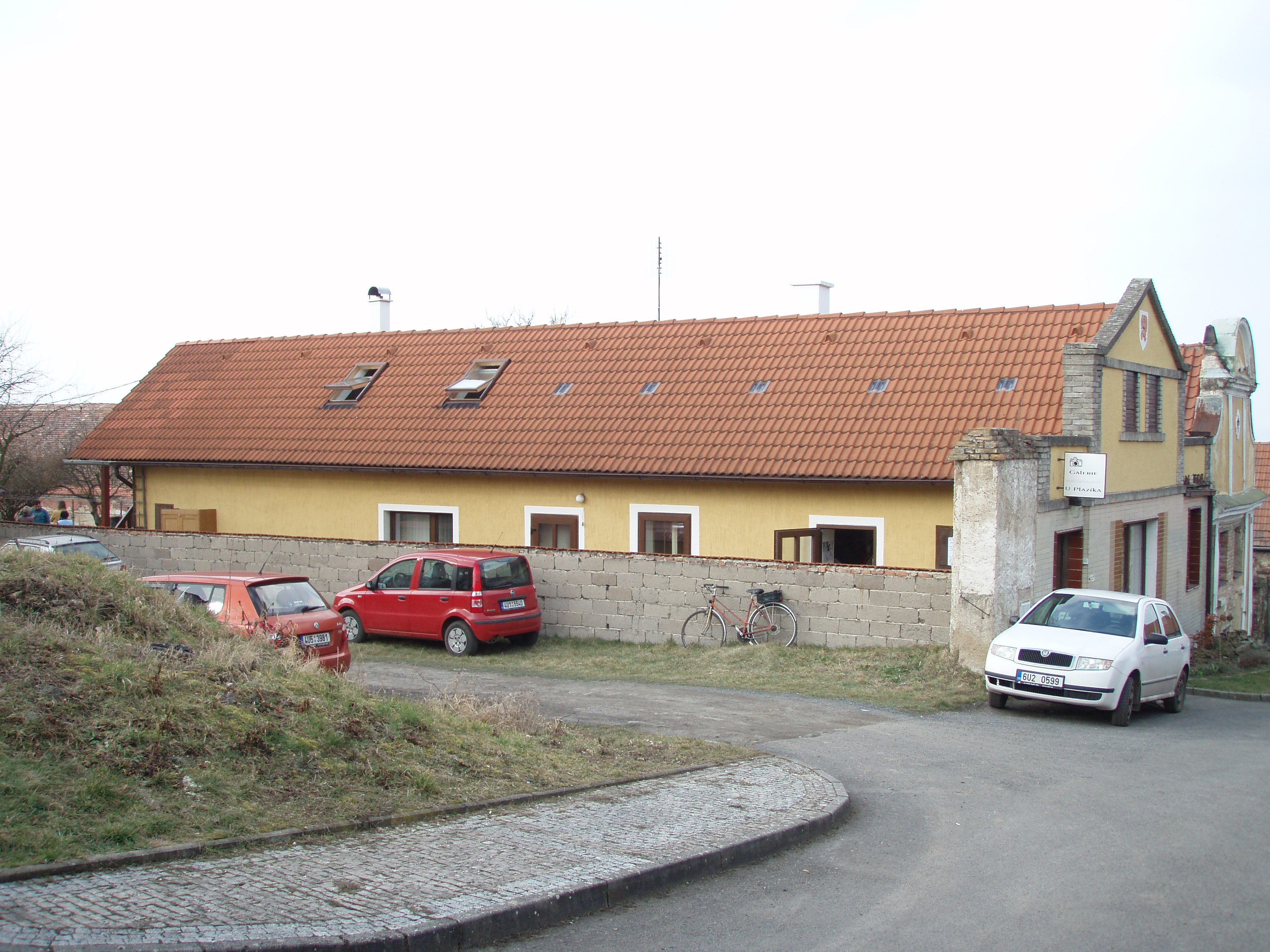
Budova galerie

Šestá sezóna začala 10. března 2012 výstavou Lukáše Bubna, Renaty Kejhové a Jana Vnoučka, kteří vystavovali různé fotografie, například Peruce nebo Českého středohoří, ale také tváří dětí. Výstava probíhala do 1. května. Následovala návštěvnicky úspěšná výstava fotografií parních lokomotiv a doprovodných textů, která byla pohledem do historie lounského spolku Mikádo, oslavujícího v tomto roce 18 let od založení. Výstavě dominoval model železnice a zahájil ji předseda spolku Radoslav Fyman spolu s majitelem galerie, který byl ve stylovém železničářském oblečení a se zelenou výpravkou. Expozice byla k vidění do 19. června. Prázdniny zaplnila galerii pražská fotografka Maki La Vue výstavou V rozkvětu. S fotoaparátem se ráda ubírá pryč z reality lovem všedních i nevšedních detailů z ulic, z lesů, z hor, z luk i strání. Do 28. října pak probíhala další návštěvností značně úspěšná výstava ke stému výročí narození Františka Fajtla, které se zúčastnila i letcova manželka a dcery. Výstava připomínala život letce, který se v blízkosti Peruce narodil a vyrůstal. Vystavovány byly fotografie a další materiály, jako například modely letadel, znaky letek nebo přesná replika letecké uniformy z vojenského leteckého ústavu, kterou nosili čeští letci v Anglii.

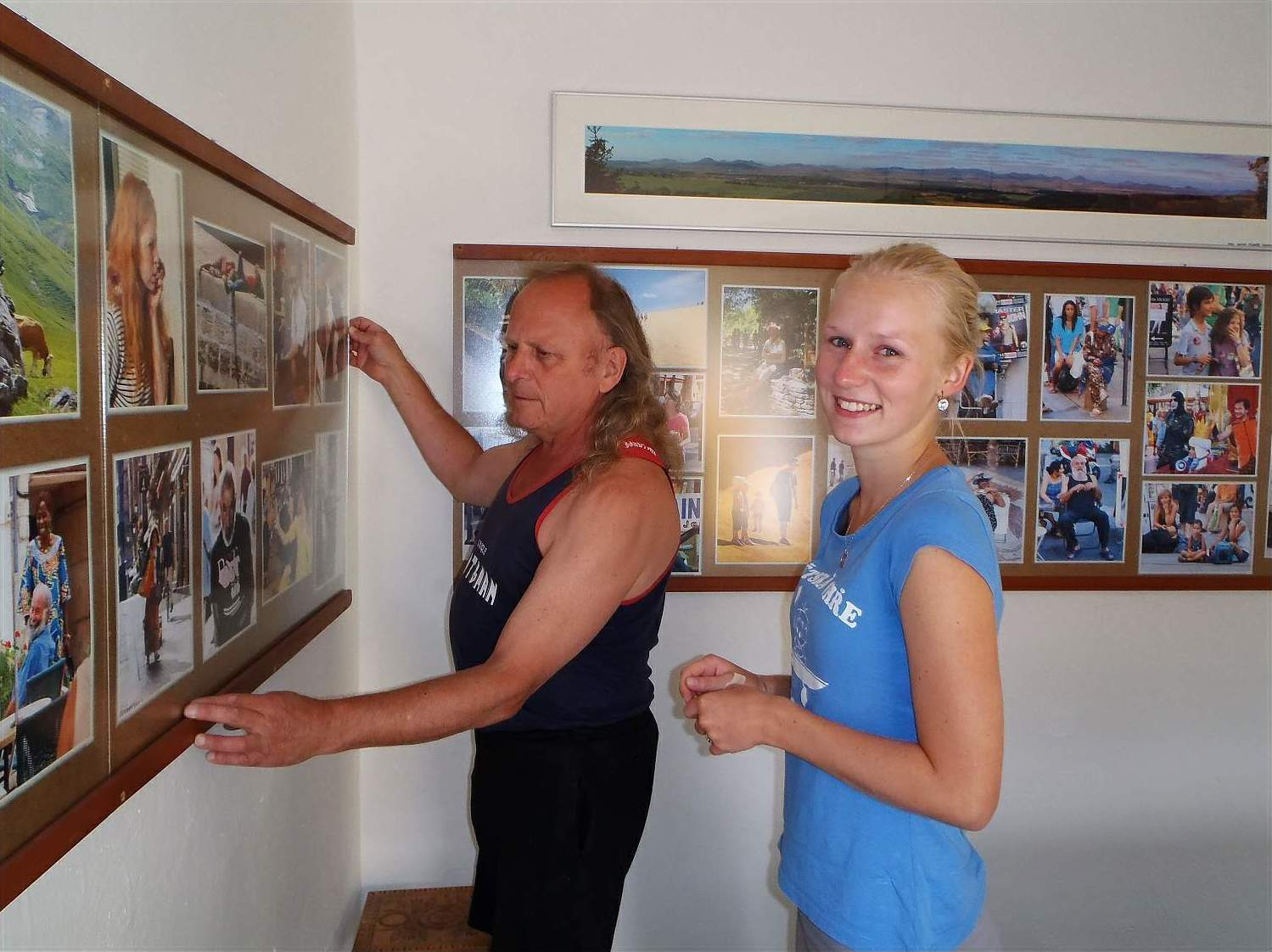
Majitel galerie a autor výstavy se svojí vnučkou při instalaci fotografií

### 2013
9. března – 21. dubna 2013: Výstava k 70. výročí bitvy u Sokolova, kde padl lounský rodák Otakar Jaroš. První část expozice se věnovala bojovníkům, kteří bojovali na západní a africké frontě. Obsahovala i seznam těchto bojovníků z lounského okresu. Druhá část se věnovala československé jednotce v Buzuluku, životu Otakara Jaroše, bitvě u Sokolova a následnému postupu armády až do Prahy.
17. dubna – 16. června 2013: Marta Černická Zákoutí 2007–2012
Výstava plzeňské fotografky byla dalším krokem ve vývoji Marty a zachycovala Zákoutí přírody a architektury jejím snovým, ale silně vnímavým pohledem.
22. března – 18. srpna 2013: Ludvík Erdmann – Výběr z tvorby Profesionální fotografie zejména krajiny a jejích detailů. Výběr k životnímu jubileu.
24. stpna – 28. října 2013: Mirek Plazík Blažek – Evropané Fotografie lidiček, které majitel galerie potkává při cestách po Evropě, zejména Francie. Výstavu doplnila svými prvotinami jeho vnučka Radka.

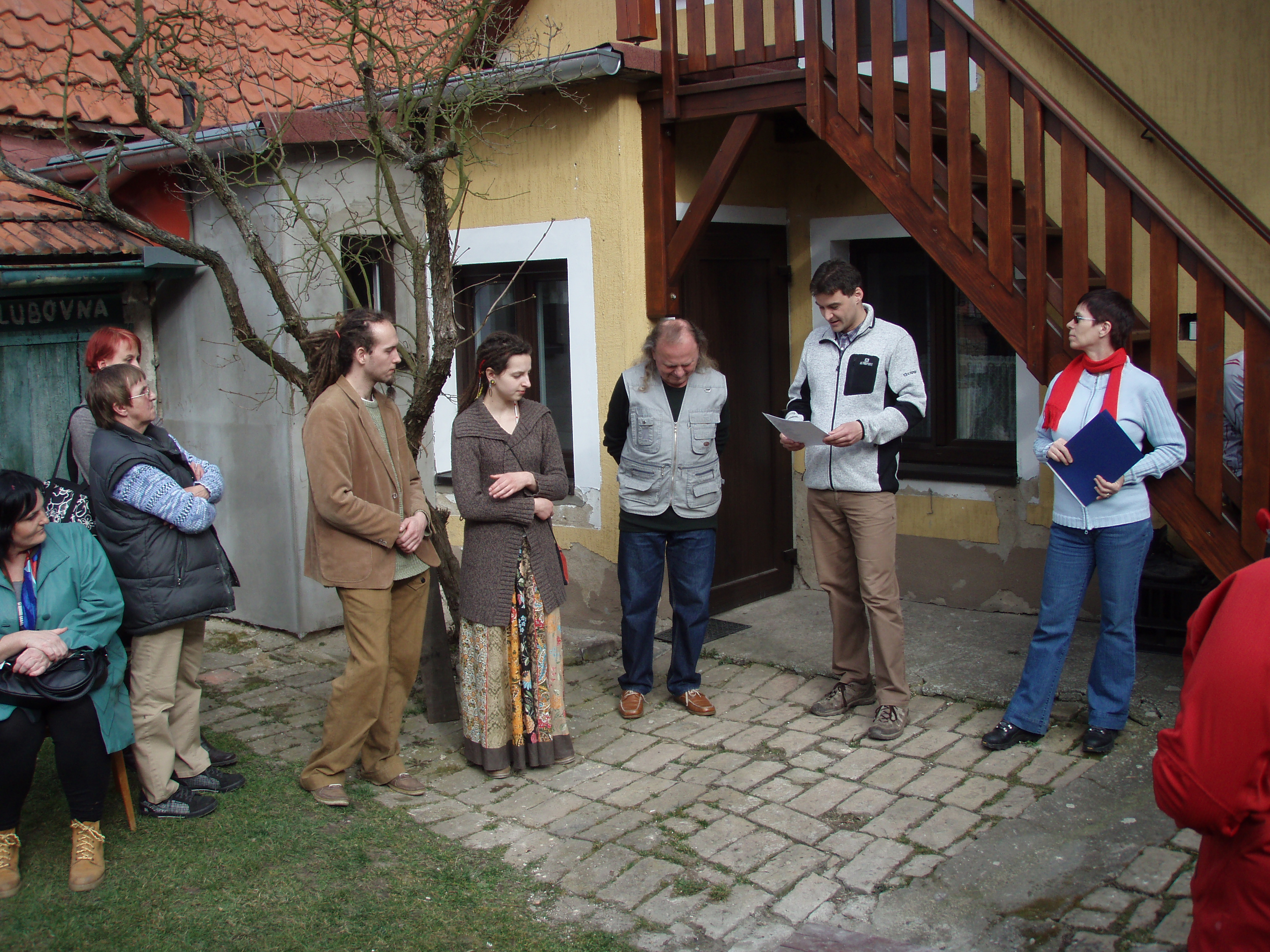
Autor Josef Sedláček a galerista Miroslav Blažek zahajují vernisáž Vodopády České republiky

### 2014
V osmé sezóně zahájené 8. března proběhly 4 výstavy:
- 8. března – 27. dubna: Josef Sedláček, lounský cestovatel a cyklista-fotograf – Vodopády České republiky
- 3. května – 29. června: Eva Vokatá a Vlasta Fišrová, PROTIPÓLY, fotografky-výtvarnice
- 4. července – 31. srpna: Pavol Kurilla, Děti, úsměv, radost a zase ty děti!!
- 6. září – 2. listopadu: Renata Hudecová, lounská fotografka slovenského původu – Štěstí jako skládačka[29] Výstava Vodopády České republiky proběhla od 8. března do 27. dubna. Kvůli pochodu Předjaří v Poohří byla galerie otevřená už od ranních hodin, protože byla jedním z míst, kde se dávalo kontrolní razítko. Díky slunečnému počasí mohlo zahájení vernisáže ve 14 hodin proběhnout na dvorku, kde se sešlo asi 50 návštěvníků. Autor Josef Sedláček uvedl výstavu informacemi ohledně svých cest. Cestovat a fotit vodopády začal v roce 2006 a o jednom z neznámých vodopádů publikoval také článek v časopise. Na výstavě byly ke spatření fotografie převážně z Jeseníků a z Krkonoš, ale také z Českého středohoří a dalších míst.[30] Od 3. května do 29. června proběhla výstava Protipóly fotografek Evy Vokaté z Prahy a Vlasty Fišrové z Chomutova. Vokatá představila především městské fotografie zachycující přirozené prostředí a chování lidí, Fišerová přírodu a její detaily. Na vernisáži zazpíval Jiří Menoušek portugalské a ukrajinské písně s vlastními překlady.[31]

### 2015
Galerie si vybudovala za dobu svého působení dobré jméno a zájemci o vystavování se hlásí sami. Na rok 2015 připravila opět 4 výstavy včetně prvé zahraničního švédského fotografa.

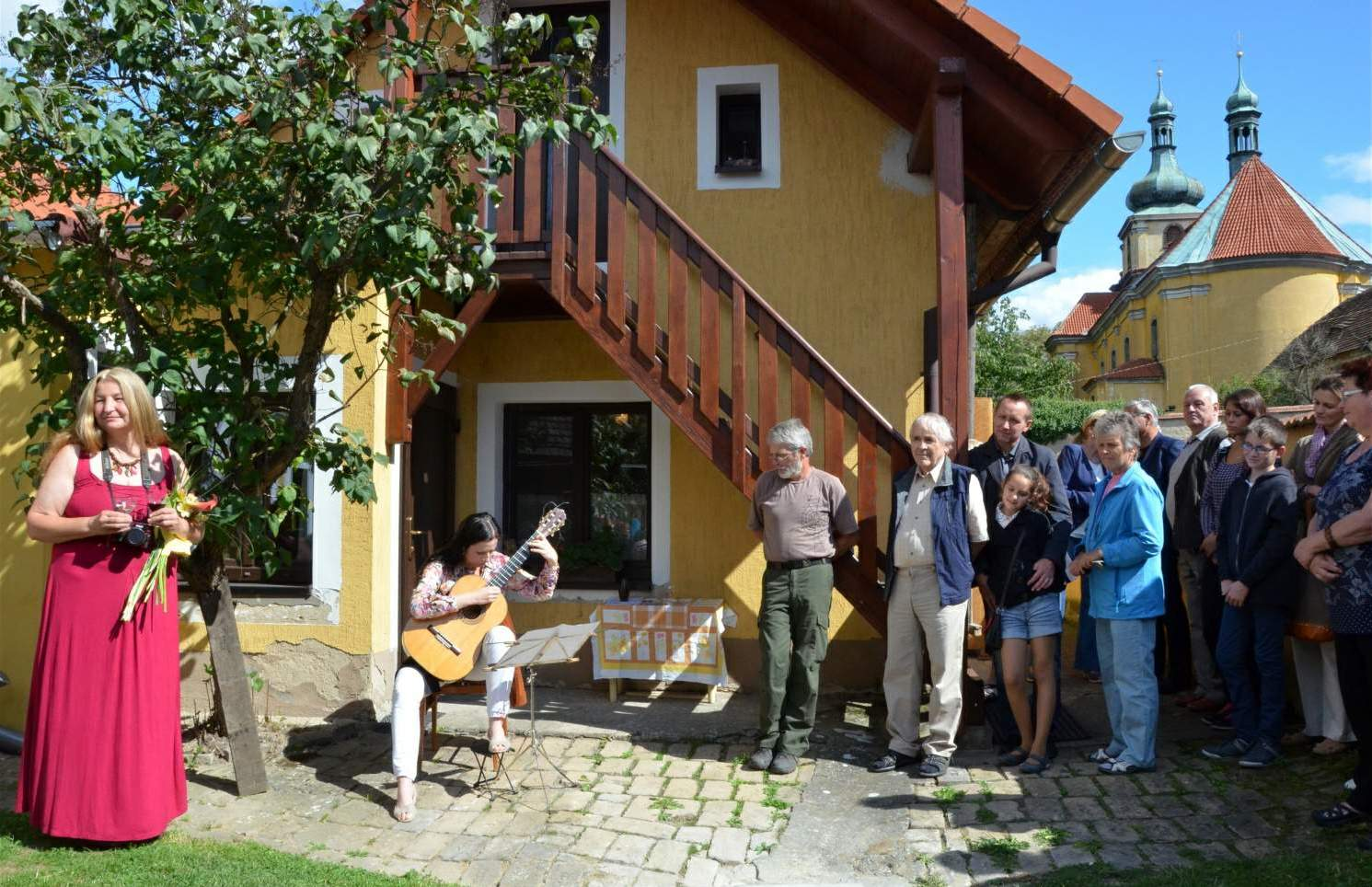
Autorka výstavy Květa Tošnerová (vlevo) při vernisáži

7. března 2015: Kouzlo černobílé Terezy Šitinové
Výstava černobílých fotografií začínající šikovné fotografky ze Stochova
2. května 2015: Válka na Perucku
70. výročí konce války, a jak vypadal rok 1945 na Perucku… Výstava fotografií a dokumentů z doby 2. světové války.
11. července 2015: Jan Witthed – Čtvero ročních období
Výstava fotografií z přírody i odjinud lounského rodáka, žijícího ve Švédsku.
5. září 2015: Květa Tošnerová – Moje lásky
Výstava fotografií přírody, krajiny, cest, kamenů, rostlin, zvířat a lidí novinářky, vydavatelky týdeníku Svobodný hlas.

### 2016

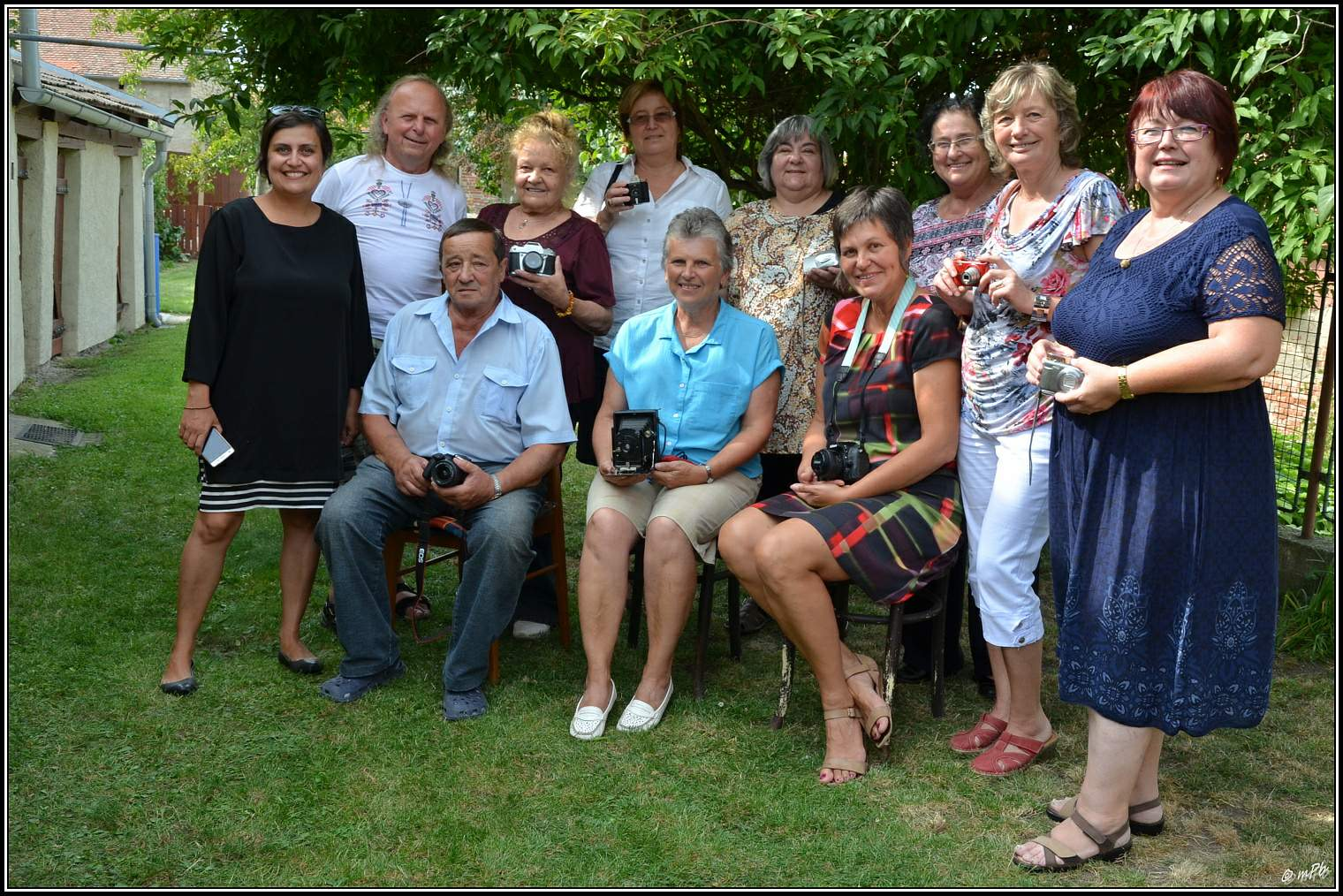
Studenti Třetího věku – Kreativní fotografie MKL na vernisáži své výstavy

5. března – 27. dubna: Václava Zrůstová – Prosté motivy
Mladá fotografka z Peruce. I začínající fotografka může svými snímky zaujmout.
2. května – 26. června: Stanislav Kožený – PERUC A KRAJINA STŘEDOHOŘÍ
Zkušený fotograf z Karlových Varů. Středohoří i lidé v něm.
2. července – 28. srpna: Tomáš Tyburec – Na konci země…
Skvělý fotograf z Kladna a jeho toulky po ostrově Sky.
3. září – 30. října: Studenti Třetího věku – Minimalismus a stromy očima třetího věku
Kreativní fotografie při MKL Louny. Závěrečné práce v duchu minimalismu.

### 2017
4. března – 23. dubna: Eliška Hýsková – Příroda okem zrcadlovky
17letá fotografka původem z Klobuk v Č.

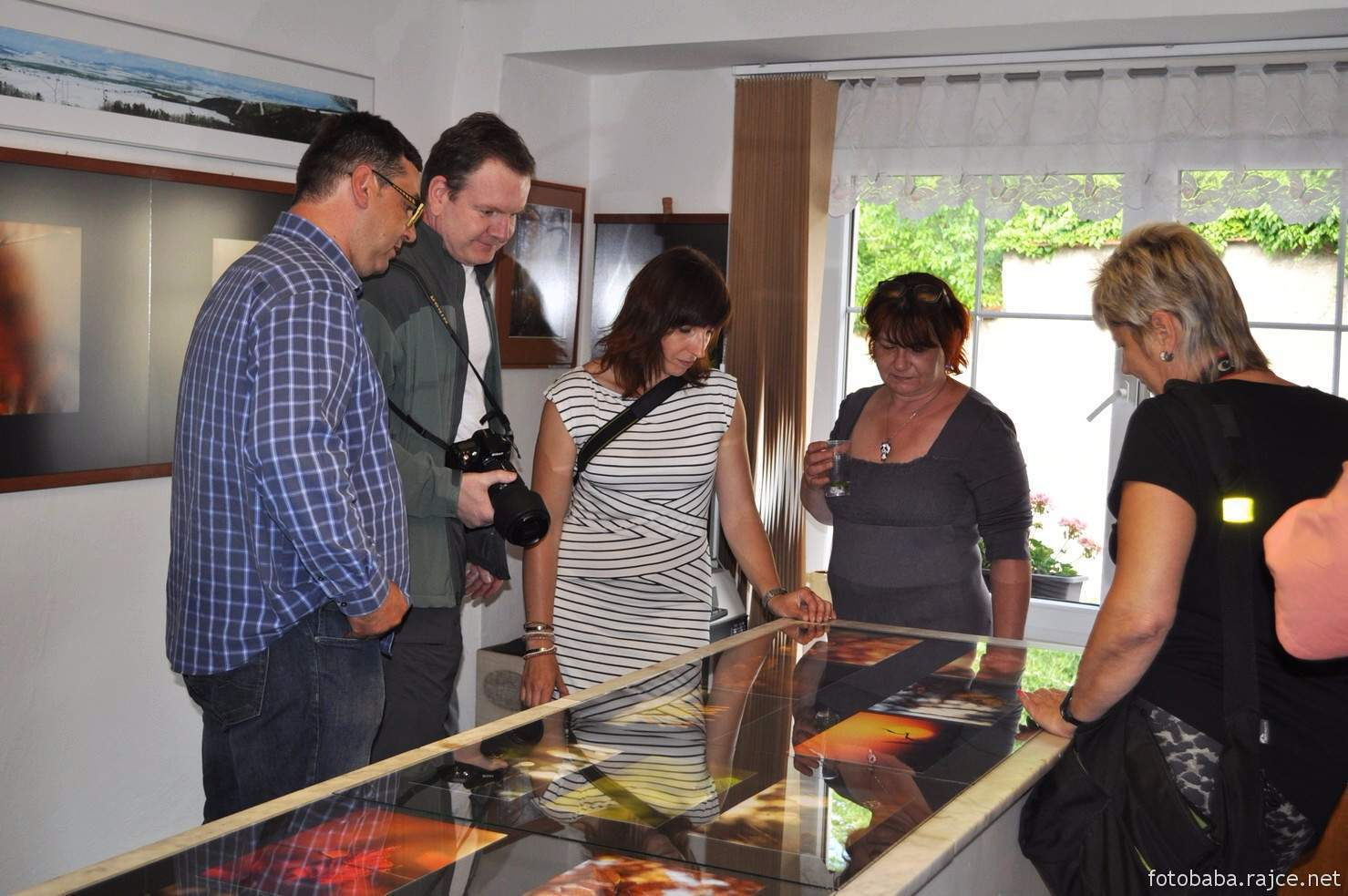
Kladenští fotografové nad snímky Ivana Šulka (foto L. Bába)

29. dubna – 27. června: Tomáš Špaček – S příchutí písku
Skvělý pražský fotograf. Jak je magické pobřeží Baltu.
30. června – 27. srpna: Ivan Šulek – O pocitech..
Další z výborných kladenských fotografů. Pocity z přírody i z lidské společnosti.
2. září – 29. října: Martin Vaněček – Výlety
Fotograf a výtvarník z Kroučové. Výlety po zajímavostech Česka.
V červnu 2017 oslavila Galerie u Plazíka již 10 let své existence a za tu dobu zde proběhlo 43 výstav amatérských fotografů a dokumentů. V zimním období 2017 – 2018 byla v galerii výstava
10 let Galerie u Plazíka Peruc – Zimní ohlédnutí, která se ohlédla za uplynulými deseti roky s ukázkami fotek, které mohli její návštěvníci od otevření vidět.

### 2018

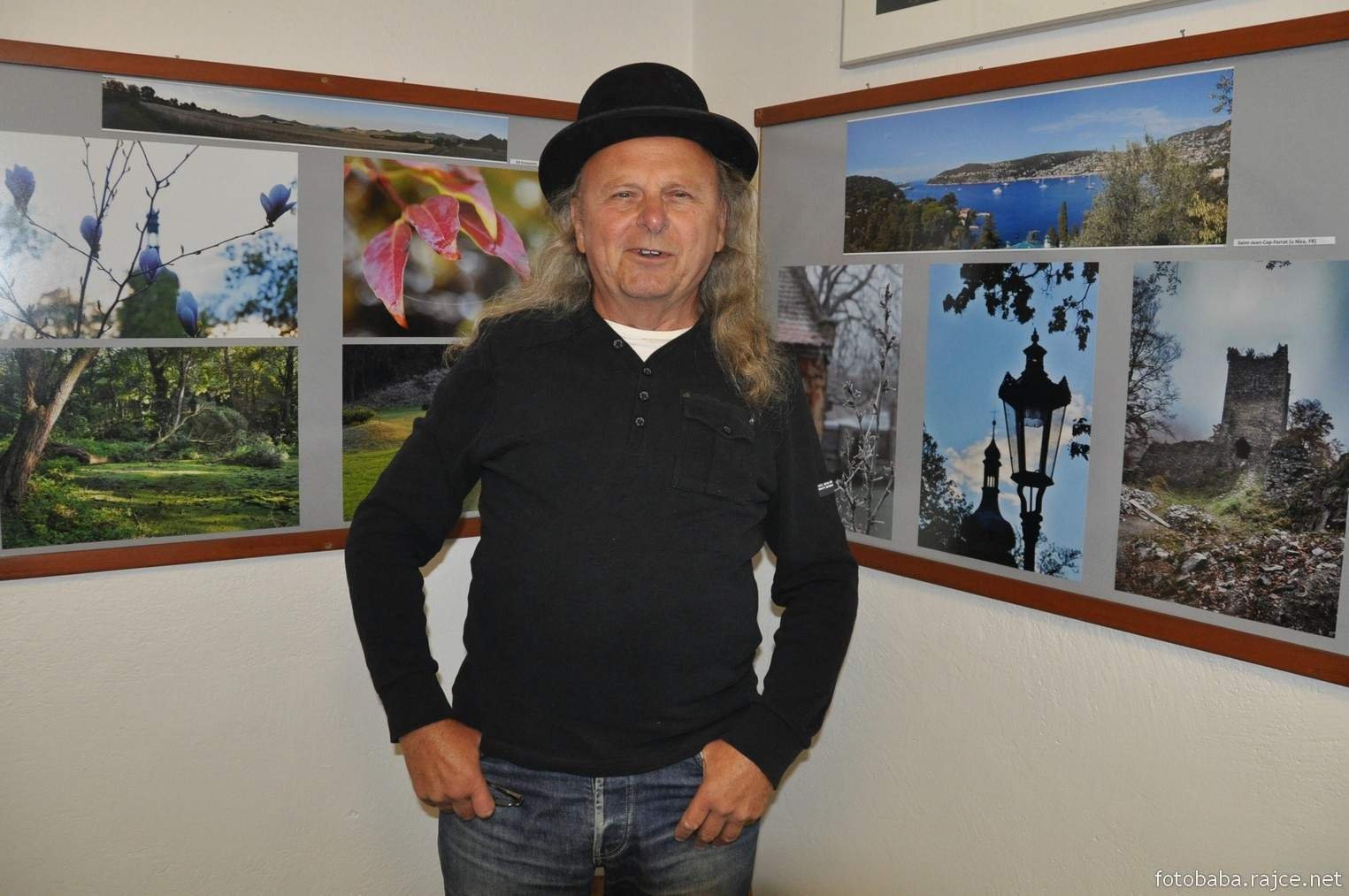
Majitel galerie M. P. Blažek při zahájení své výroční výstavy (foto L. Bába)

V galerii začalo již druhé desetiletí a rok byl narozeninový.
3. března – 29. dubna: Ladislav Bába – Ohlédnutí
Výstava lounského fotografa, novináře a kronikáře k jeho 60. narozeninám. Průřez tvorbou od černobílých počátků až do dokumentace dnešních dnů.
6. května – 24. června: Petr Kurimský – PAMĚŤ KAMENŮ V ČESKÉ KRAJINĚ
Karlovarský fotograf (55 let) a geolog ukázal kamennou krásu. Co vše krásného je v kameni.
30. června – 26. srpna: Ludvík Erdman – 50 roků s fotoaparátem
Prezident sokolovského fotoklubu ke svým 75. narozeninám. Perfektní fotografický záznam světa kolem nás.
1. září – 28. října: Mirek Plazik Blažek – 70 – stále se učím
Majitel galerie připravil výstavu ke svému jubileu. Pohledy kolem svého bydla i na "podzemní" hudební akce.

### 2019
Výstavní sezona 2019 byla věnovaná ženám – fotografkám.

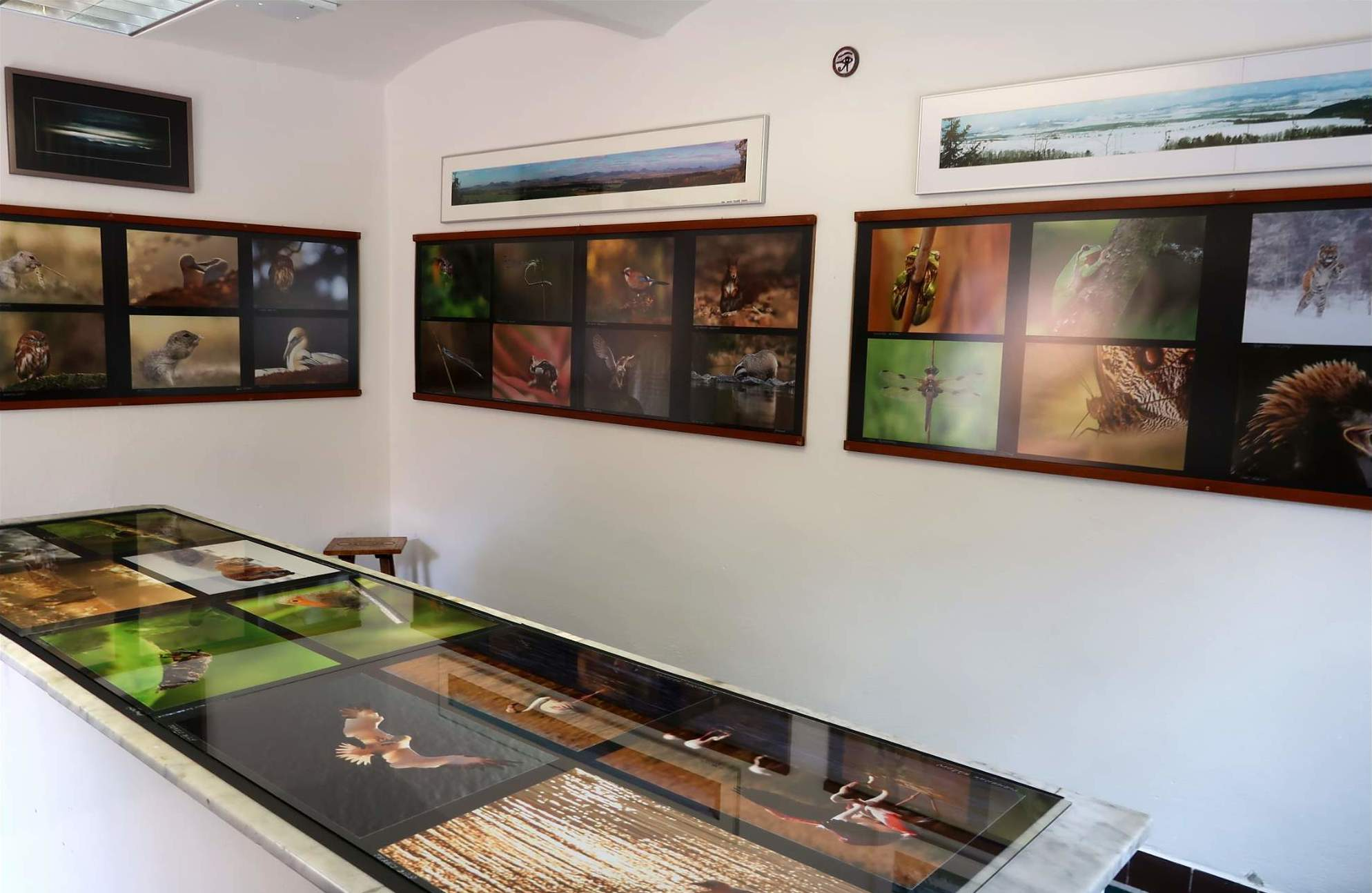
Pohled do galerie na výstavu Život okolo nás

2. března – 28. dubna 2019: Eva Tovarová – Nebe čaruje
Fotografka z Panošího Újezdu (Kladna), které "učarovalo nebe". Co vše dokáží říci mraky.
1. května – 30. června 2019: Pavla Sirůčková – (moje) BAREVNÉ SVĚTY
Skvělá a pocitová fotografka z Kladna. Fotografie, které chytily za srdíčko každého návštěvníka.
5. července – 25. srpna 2019: Václava Felixová s Dagmar Stříbrná – Život okolo nás
Dvě kamarádky – fotografky ze Slaného a z Kladna, které se toulají světem, přírodou i mikrosvětem. Pohled do živočišného světa od larev až po lvy.
31. srpna – 28. října 2019: Květoslava Foitová – Moje pohledy
Fotografka z Kladna, která se našla mezi snovými květy. Květa s květy.

### 2020

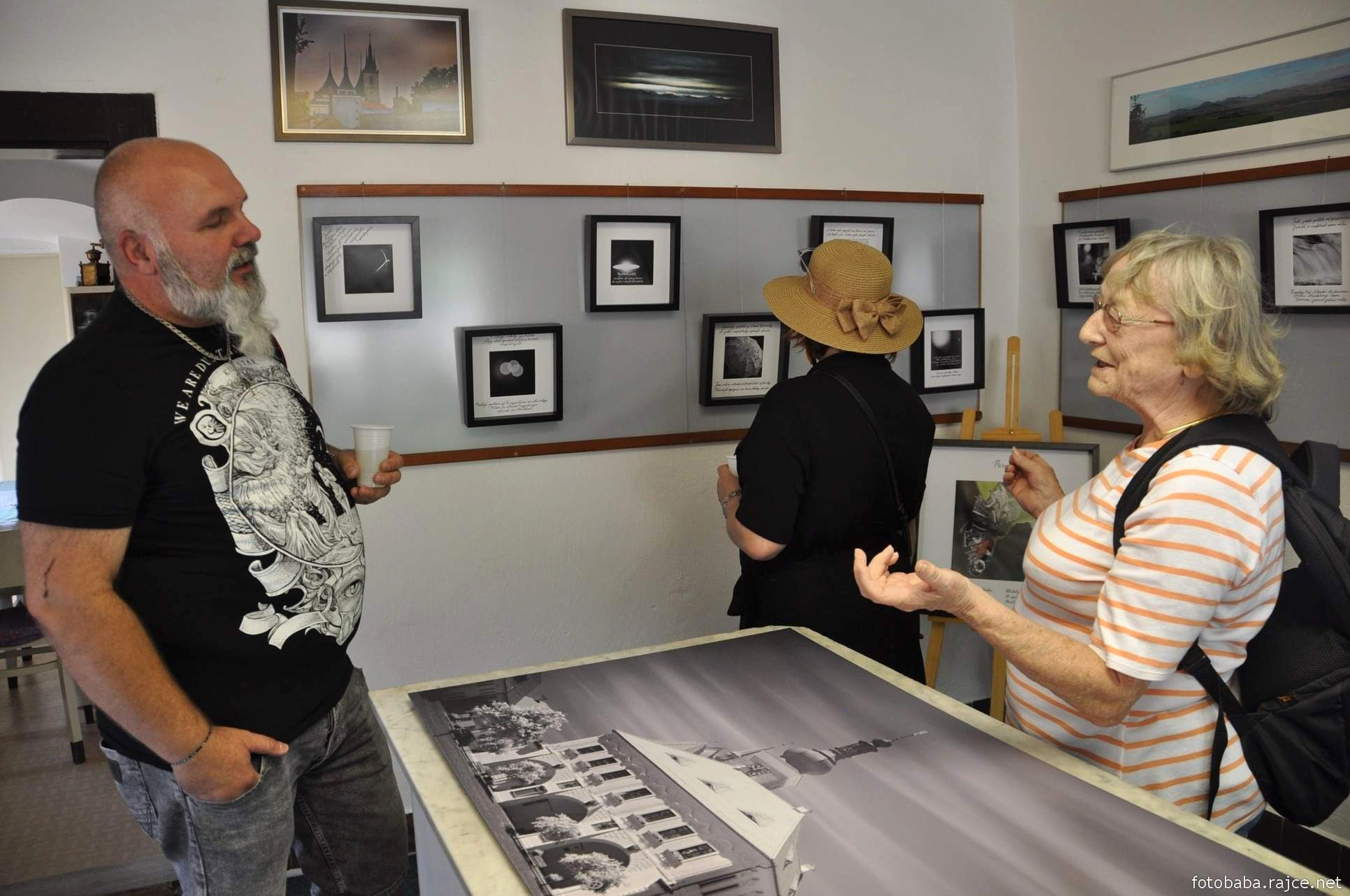
Fotograf M. Krhounek nad svými fotografiemi (foto L. Bába)

Sezona roku 2020 byla silně ovlivněna uzavřením z nařízení vlády (karanténa). Proběhly roztroušeně pouze 3 výstavy.
7. března – prodlouženo do 28. června 2020: Jaroslav Maťák – V I D Í M
Vzpomínka na tvorbu litoměřického fotografa. Fotografie od 50. let 20. století do počátku 21. století.
4. července – 30. srpna 2020: Miroslav Krhounek – Prolétám
Fotograf a básník z Velvar představil své čb fotografie doplněné vlastními verši. Perfektně zpracované a zarámované snímky s verši nadchly všechny návštěvníky.
5. září – 11. října 2020: (+ 2 týdny v prosinci) Jan Polanský – ŠÁHÁŠ DO TMY
Pražský fotograf, který vnímá fotografii jako výrazový prostředek, pomocí něhož je možnost „vidět“. Černobílé čtvercové fotografie všedních pohledů, které my nevidíme.

### 2021

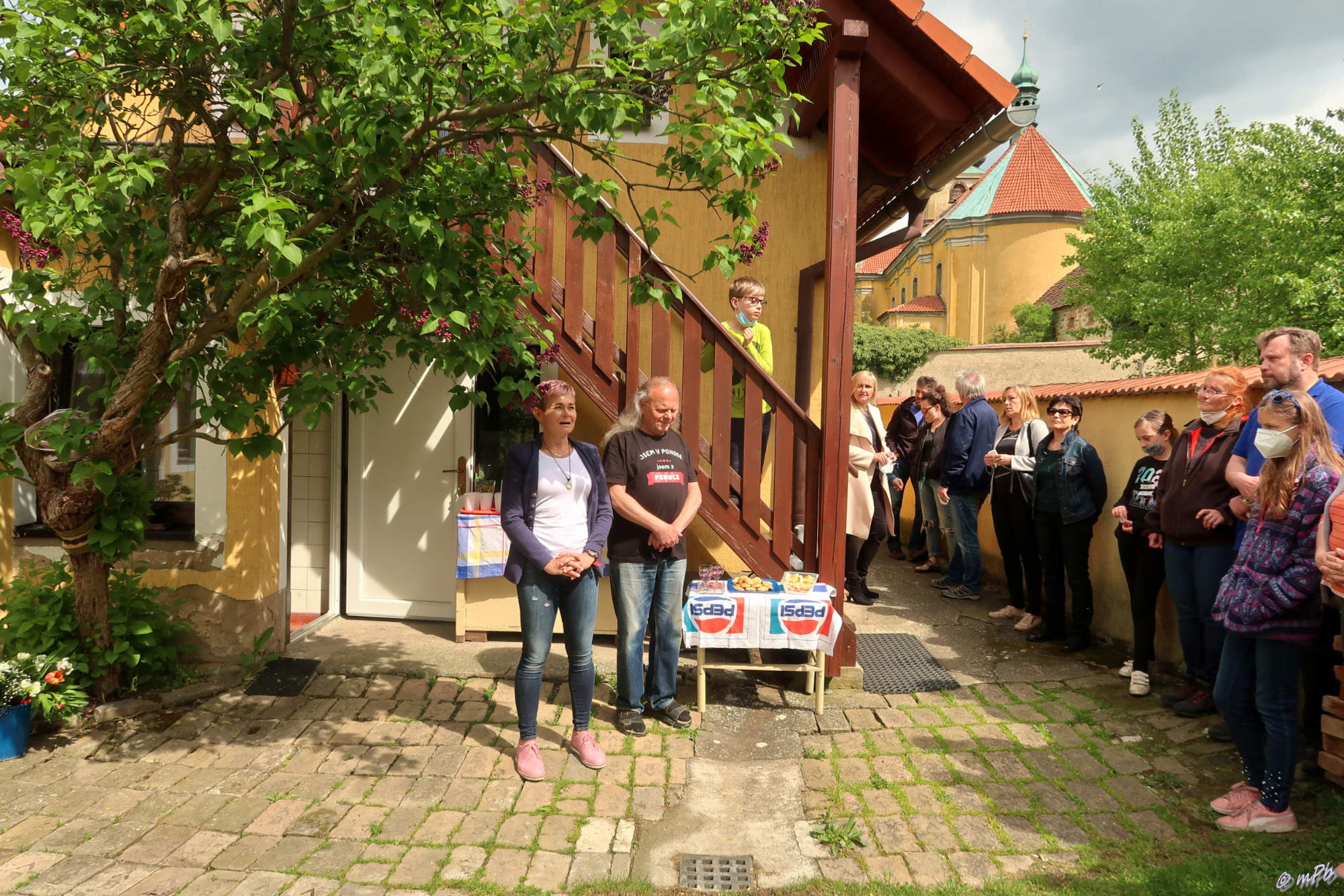
Vernisáž výstavy Blanky Beckertové

I v roce 2021 byly díky uzavřením z nařízení vlády (karanténa) pouze 3 výstavy.
10. května – 4. července 2021: Blanka Beckertová – CESTOU ZA SNY – ZE STŘEDOHOŘÍ POD EVEREST
Výstava fotografií z nízkých i vysokých výšek lounské učitelky a cestovatelky. Po uvolnění opatření byla v sobotu 26. června 2021 připravena pro návštěvníky úspěšná komentovaná prohlídka.
5. července – 29. srpna 2021: Eva Vokatá – Starými skly
Výstava fotografií pražské fotografky, která se na Peruc vrací po 7 letech. Ve své tvorbě experimentuje s objektivy ze starých kinofilmových zrcadlovek a objektivy z promítaček, které nejsou primárně určeny pro fotografování.
4. září – 31. října 2021: Jiří Soukup – Krása krajiny a přírody v okolí Perucka
Autor pro výstavu vybral krajinky a zákoutí přírody v okolí Martiněvsi, Vrbky, Roudníčku, Brníkova, Ječovic a Černochova. Cílem výstavy je udělat radost všem návštěvníkům galerie a potěšit srdce ostatních z krásy okolo nás.

### 2022

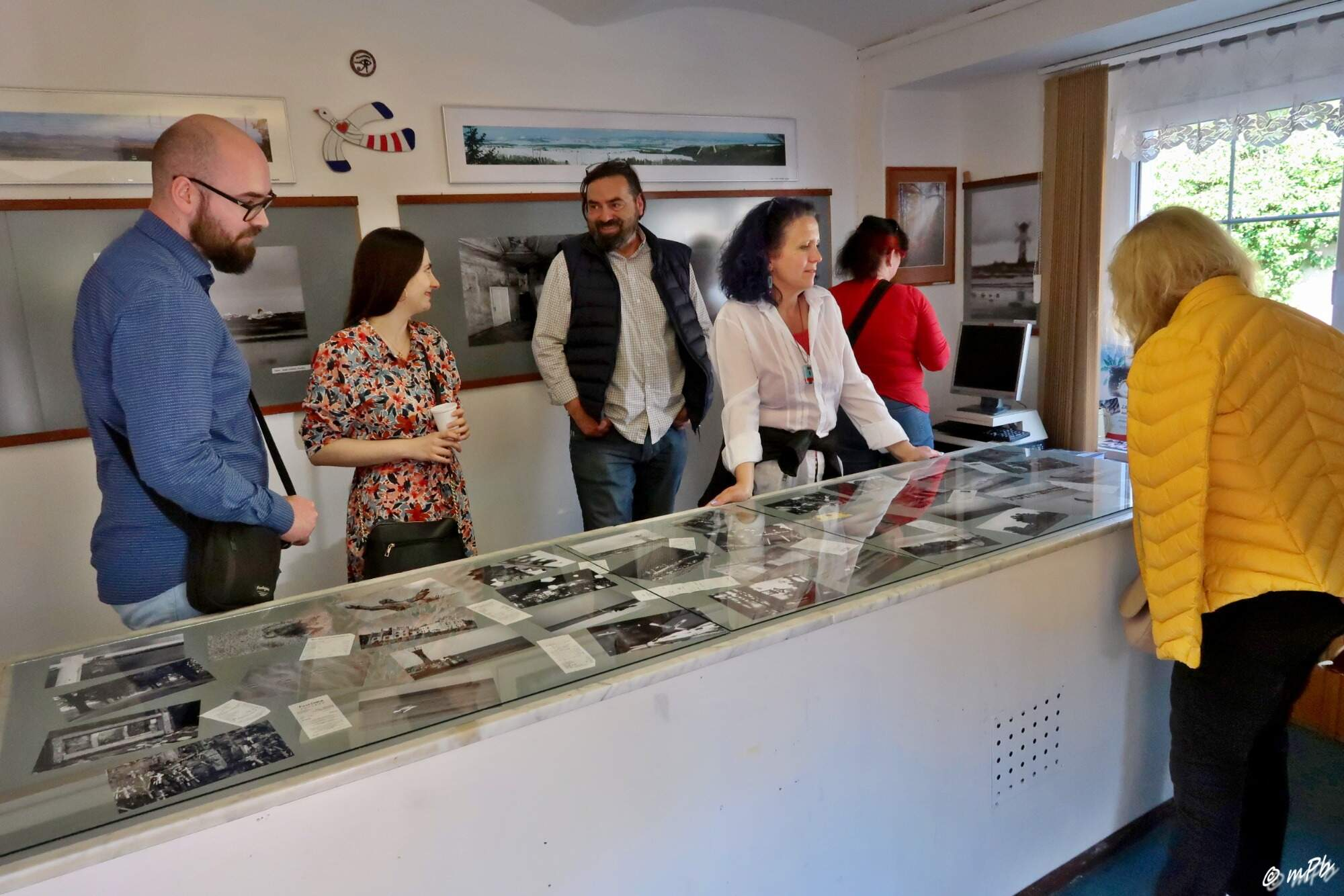
Sonia Šulek Carraro a Ivan Šulek s návštěvníky v galerii

V roce 2022 byly po uvolnění v perucké galerii opět 4 výstavy.
5. března – 24. dubna 2022: Ilona Rosenkrancová – Africký sen
Výstava fotografií z cesty s afrikanistkou Marií Imbrovou do srdce Afriky do Zimbabwe. Na fotografiích Viktoriiny vodopády a africká zvěř v rezervacích.
30. dubna – 26. června 2022: Sonia Šulek Carraro a Ivan Šulek – ..SPOLU...
Výstava kladenských fotografů Sonii Šulek Carraro a Ivana Šulka z cest tam a zase zpátky. Na stěnách galerie byly k vidění velkoformátové černobílé fotografie ze společné cesty Pobaltím z Německa až do Litvy.
2. července – 28. srpna 2022: Vladimír Rešetár – MOJE OKA-mžiky
Karlovarský fotograf pro výstavu vybral fotografie z Mezinárodního filmového festivalu v Karlových Varech, rockových koncertů v Česku i cizině a také malý pohled do krajiny.
3. září – 30. října 2022: Roman Hanzlik – Letem naším světem
Autor z Budějovic vystavoval letecké fotografie zajímavých míst naší vlasti – města, hrady, zámky, krajinu – pořizovaných při společných letech s bratrem pilotem Vojtěchem Hanzlikem letadlem Navigator. 

### 2023

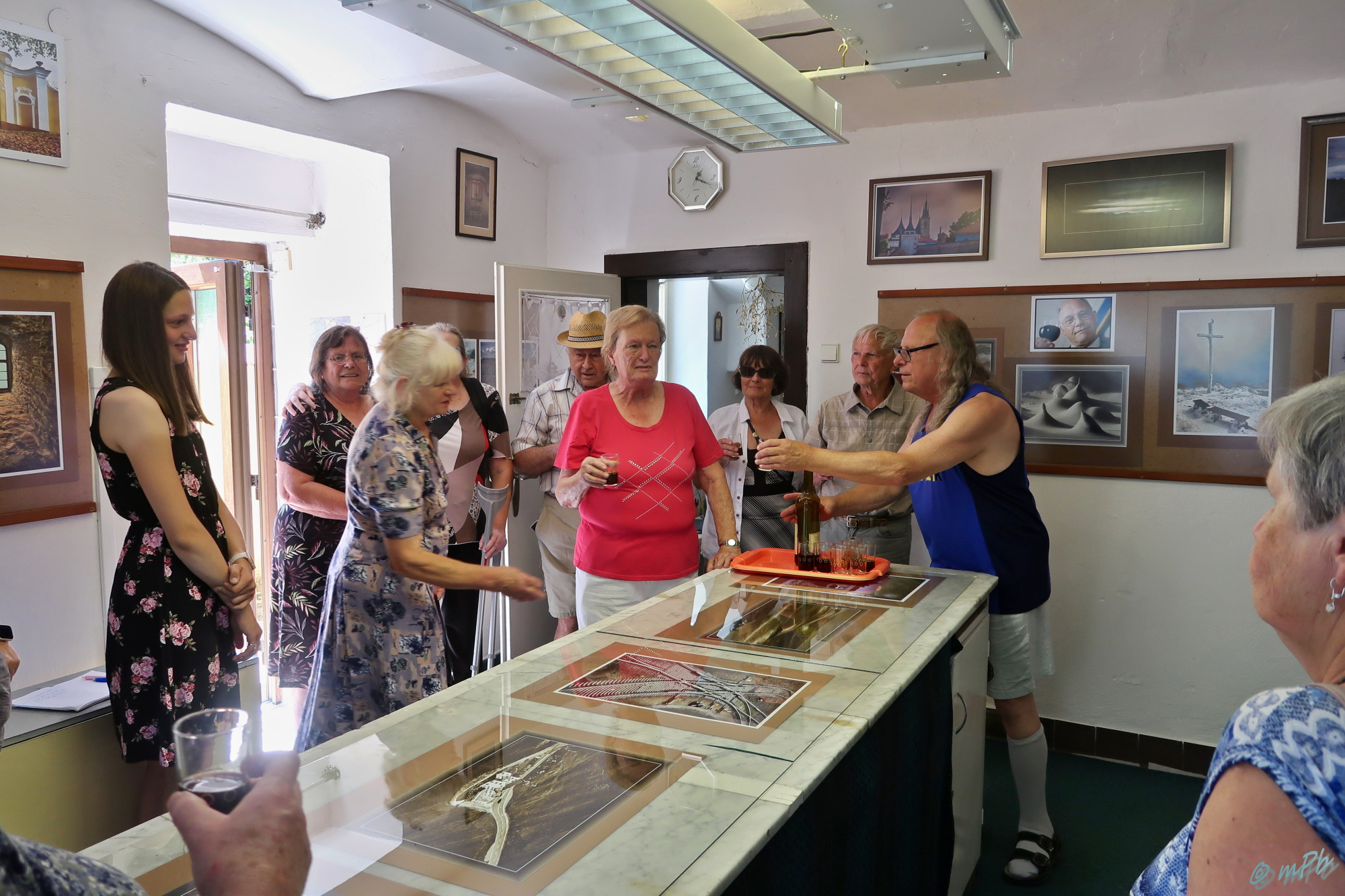
Vzpomínka na Ludvíka Erdmanna a společný přípitek v galerii.

V roce 2023 se již vše stabilizovalo a byly připraveny 4 výstavy.
4. března – 30. dubna 2023: Jitka Pazderová – Mé postřehy mobilem
Poprvé se v galerii objevily fotografie, snímané pouze mobilem. Z toulek Českým středohořím a dalších míst je přivezla autorka z Loun. Ač nezkušená fotografka, její oko dokázalo vidět krásu kolem nás.
6. května – 2. července 2023: Daniel Fiker – Panorama Českého středohoří
I druhá výstava nás zavedla mezi naše oblíbené kopečky. Tentokráte velká panoramata zkušeného fotografa z Ústí n. L. doplněné o panoramatická leporela s popisem.
5. července – 27. srpna 2023: Ludvík Erdmann – Vzpomínka 80
Galerie U Kozorožce s Galerii u Plazíka na Peruci připravily výstavy fotografií k nedožitým osmdesátinám LUDVÍKA ERDMANNA, vynikajícího karlovarského fotografa, prezidenta FOS Sokolov a peruckého chalupáře, který zde pravidelně vystavoval. Výběr z jeho tvorby prezentoval jeho skvělý fotografický um.
3. září – 19. listopadu 2023: Mirek Plazik Blažek – Toulky – Kamarádi
Po pěti letech vystavoval své fotografie z poslední doby majitel a provozovatel galerie. Výstava měla dvě témata – Toulky: 52 barevných fotografií 30x45 cm z míst, která v posledních pěti letech navštívil; Kamarádi: 59 černobílých fotografií 13x18 vystupujících a kamarádů, z převážně „máničkovských“ akcí.

### 2024
Po odstoupení jednoho z autorů proběhly v tomto roce 3 skvělé výstavy.
30. března. - 23. června. 2024: Josef Holota -  Zajímavosti kolem nás
Výstava forgrafií autora, který je inspirován častými cestami do Ústeckého a Plzeňského kraje a jejich okolí. Každým novým pobytem jej něco jiného uchvátilo a rád se s vámi podělil o své nadšení.

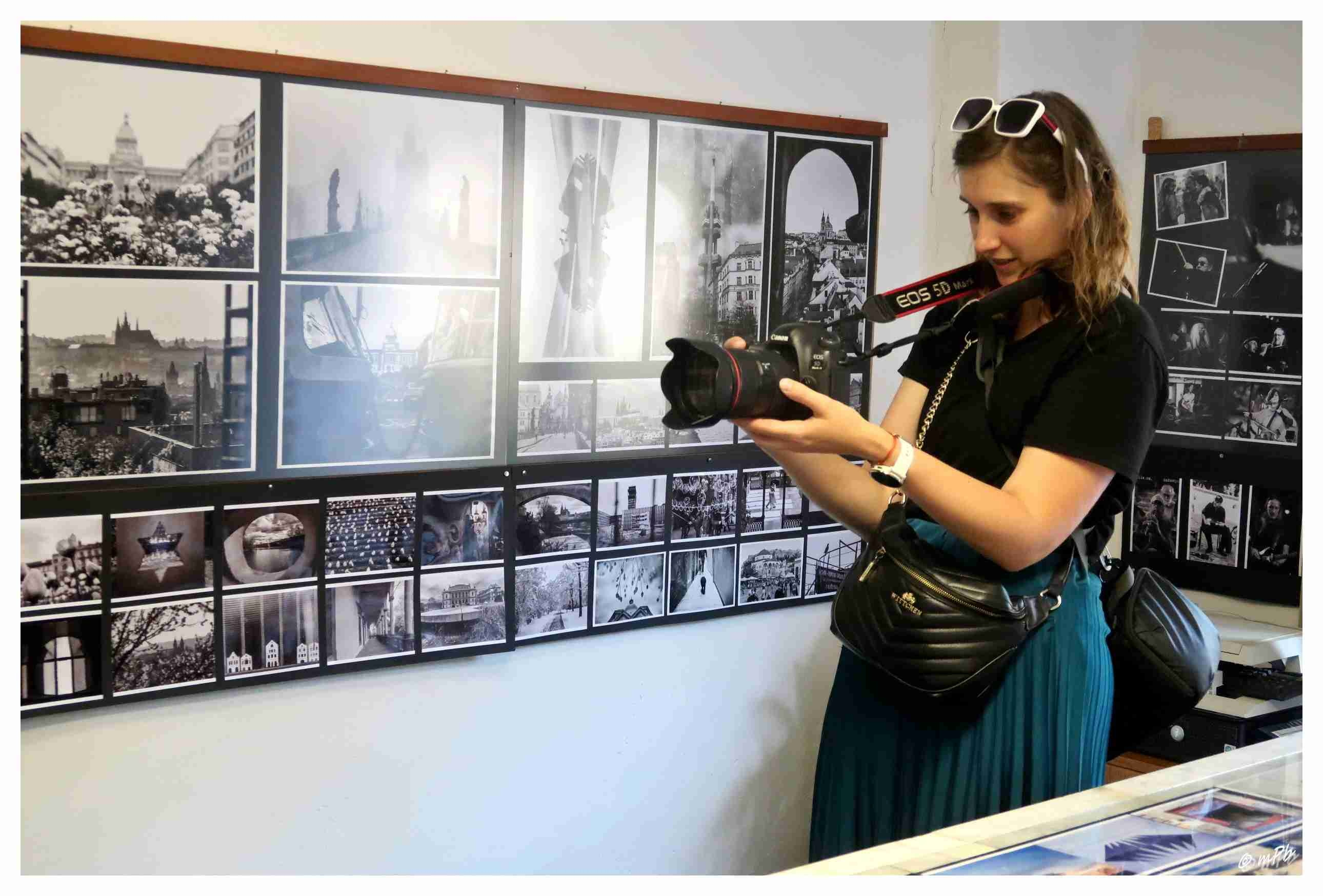
Veronika Kralik před "svojí" Prahou v galerii.

30. června -  25. srpna 2024: Veronika Králik - ROK V PRAZE  a na cestách
Výstava fotografií autorky pocházející z Mikulova, ale již mnoho let žijící v Praze.  Praha, společně s Českým středohořím, je jejím oblíbeným tématem. Na letní výstavě představila "svojí" Prahu.
31. srpna - 3. listopadu 2024: Radek Kučera OD ZEMĚ K NEBESŮM Příroda a architektura v objektivu
Fotograf Lounské SOJKY – Radek Kučera, který si zamiloval pohled na svět skrz hledáček fotoaparátu, pozval na svoji první výstavu fotografií. Některé snímky na výstavě bylyu vytvořeny duchem okamžiku. Jiné představovaly  před zmáčknutím spouště několikadenní čekání na správný okamžik a plánování, kdy do dané lokace přijet.